# مقاطعة جينغهو
مقاطعة جينغهو هي إحدى مقاطعات منطقة آنهوي في الصين.